# Gibberhynchium masariforme
Gibberrhynchium masariforme (лат.) — вид одиночных ос (Eumeninae).

## Распространение
Африка: Заир (Kambove), Замбия (Petauke), Зимбабве, Малави, Танзания.

## Описание
Длина осы 12—15 мм. Единственный вид рода Gibberrhynchium Gusenleitner, 2002, который близок к роду ос Anterhynchium. Взрослые самки охотятся на личинок насекомых для откладывания в них яиц и в которых в будущим появится личинка осы.

## Таксономия
Вид был описан в 1934 году под названием Odynerus (Rhynchium) masariformis Giordani Soika, 1934. В 2002 году был описан второй вид Gibberhynchium gibber Gusenleitner, 2002 и выделен новый род Gibberhynchium Gusenleitner, 2002. Но в 2009 году второй вид синонимизировали с первым и род стал монотипическим.